# جواو لوكاس (لاعب كرة قدم)
جواو لوكاس هو لاعب كرة قدم برازيلي، ولد في 9 مارس 1998 في بيلو هوريزونتي في البرازيل. لعب مع نادي فلامنغو.

## وصلات خارجية
- جواو لوكاس على موقع قاعدة بيانات كرة القدم.إي يو (الإنجليزية)
- جواو لوكاس على موقع Soccerway.com (الإنجليزية)